# Bernardo Tengarrinha
Bernardo David Mendes Salgueiro Campos Tengarrinha (Lisboa, 17 de febrero de 1989 - Portugal, 30 de octubre de 2021) fue un futbolista profesional portugués que jugaba como mediocampista defensivo o central. Hizo 106 apariciones en la Primeira Liga con Estrela da Amadora, Olhanense, Vitória Setúbal y Boavista, después de comenzar su carrera en el Porto. Jugó con Portugal hasta el nivel sub-21 y en la máxima categoría de Bulgaria con el PFC CSKA Sofía. Detuvo su carrera en 2017.

## Carrera
Nació en Lisboa. Después de siete años con el S L Benfica terminó su carrera juvenil en el FC Porto, donde ascendió al primer equipo en 2008. Debutó en un partido de tercera ronda de la Taça de Portugal el 18 de octubre como visitante del Sertanense FC, como suplente en el minuto 76 de Mariano González. en una victoria por 4-0. En los cuartos de final del 14 de diciembre, hizo su única otra aparición, comenzando una victoria por 4-1 ante el CD Cinfães pero dejando paso a Daniel Candeias a los 35 minutos.
Fue cedido en enero de 2009 a C F Estrela da Amadora. Jugó su primer partido de la Primeira Liga el 7 de febrero, un empate 0-0 en casa contra el Vitória de Setúbal, pero el equipo finalmente sería relegado debido a irregularidades financieras. Para la temporada 2009-10, Tengarrinha fue cedido nuevamente, ahora al recién ascendido club S C Olhanense. 
Marcó su primer gol como profesional el 6 de diciembre de 2009, pero el equipo del Algarve perdió 5-2 en el C.S. Marítimo. Pasó la primera parte de la campaña 2010-2011 con el C D Santa Clara de la Segunda Liga, donde rara vez apareció. En enero de 2011 se incorporó al Vitória Setúbal en la primera división, con un contrato indefinido de dos años. El 15 de julio de 2012, como agente libre se mudó al extranjero por primera vez y se unió al PFC CSKA Sofía procedente de la Primera Liga de Fútbol Profesional. El 31 de enero de 2013, último día de la siguiente ventana de transferencia, regresó a su país, firmando un contrato de cinco meses en el S.C. Freamunde de segunda división. El 17 de junio de 2014, después de una temporada en la segunda división con el G D Chaves, Tengarrinha regresó a la máxima categoría portuguesa después de acordar un contrato de tres años con el Boavista Contribuyó con un gol en 27 partidos en su primer año, ayudando a una última 13.ª posición.

## Clubes
| Temporada | Club            |
| --------- | --------------- |
| 2008/2009 | Porto           |
| 2009/2010 | Porto           |
| 2010/2011 | Porto           |
| 2011/2012 | Porto           |
| 2012/2013 | Vitoria Setúbal |
| 2012/2013 | CSKA Sofía      |
| 2013/2014 | Freamunde       |
| 2014/2015 | GD Chaves       |
| 2017/2018 | Boavista        |

## Fallecimiento
Tenía previsto firmar con el CSM Politehnica Iași, un equipo rumano de la Liga I el 8 de junio de 2017. Puso su carrera en suspenso en octubre, después de que se anunciara que padecía leucemia. Se convirtió en embajador de una iniciativa de salud mental del sindicato de futbolistas portugueses (SJPF), y en agosto de 2018 fue contratado para entrenar a la selección sub-23 del Vitória Setúbal. 
Murió de linfoma de Hodgkin el 30 de octubre de 2021, a la edad de 32 años. Horas más tarde, sus ex equipos Porto y Boavista le rindieron homenaje de cara al derbi local.